# Musaranya de Rohwer
La musaranya de Rohwer (Sorex rohweri) és una espècie de mamífer eulipotifle de la família de les musaranyes (Soricidae). Viu a altituds d'entre 0 i 700 msnm a la península Olympic i les regions circumdants (Estats Units), així com l'extrem meridional de la Colúmbia Britànica (Canadà). Pot ocupar molts tipus d'hàbitats diferents sempre que tinguin una certa cobertura de vegetació. És una espècie en risc mínim, és a dir, no sembla que hi hagi cap amenaça significativa per a la seva supervivència. Anteriorment era inclosa en la musaranya emmascarada (S. cinereus). Fou anomenada en honor de Sievert A. Rohwer, catedràtic de Zoologia a la Universitat de Washington.